# Juliantla
Juliantla és una petita ciutat mexicana, del municipi de Taxco de Alarcón, a l'estat de Guerrero. Té una població de 946 habitants. El nom de Juliantla prové de judeu-espanyol Judanea. El cantant local Joan Sebastian va popularitzar el poble amb una canço de pop-rock a la dècada del 1970.